# Schoeniparus
Schoeniparus – rodzaj ptaków z rodziny dżunglaków (Pellorneidae).

## Występowanie
Rodzaj obejmuje gatunki występujące w orientalnej Azji.

## Morfologia
Długość ciała 10–15 cm, masa ciała 8–23 g.

## Systematyka

### Etymologia
Greckie σχοινος skhoinos – trzcina, sitowie; rodzaj Parus Linnaeus, 1758, sikora.

### Podział systematyczny
Do rodzaju należą następujące gatunki:
- Schoeniparus rufogularis (Mandelli, 1873) – buszosikornik obrożny
- Schoeniparus brunneus (Gould, 1863) – buszosikornik szarouchy
- Schoeniparus dubius (Hume, 1874) – buszosikornik rdzawołbisty
- Schoeniparus cinereus (Blyth, 1847) – buszosikornik żółtogardły
- Schoeniparus castaneceps (Hodgson, 1837) – buszosikornik rdzawoskrzydły
- Schoeniparus variegaticeps (Yen Kwok Yung, 1932) – buszosikornik złotoczelny